# Ativo (relação sexual)
O termo ativo, uma expressão que, na gíria sexual, se refere à posição da pessoa que penetra vaginal, anal ou oralmente outra pessoa, sendo essa última denominada de passiva. A pessoa que assume uma ou outra posição sexual é chamada de versátil.
Qualquer pessoa pode tomar este papel, independentemente do seu sexo ou gênero, da sua expressão de gênero ou orientação sexual, inclusive afeminados, homens bissexuais, transmasculinos, travestis, intersexos, lésbicas femmes, mulheres heterossexuais, pessoas não binárias e assexuais também podem ser ativos(as), não sendo exclusivo de homens gays, monossexuais, alossexuais, endossexos, cisgêneros, butches ou HsHs masculinos.
Ativos também podem preferir por participar em sexo não penetrativo. Esses, porém, também podem ser chamados de gouines, estrangeirismo do francês para sapatonas, sendo goinage o termo lusófono para quem prefere práticas sexuais não penetrativas.
O termo no caso do sexo heterossexual, em que a mulher é ativa e penetra o homem, sendo esse o passivo, que é tipicamente feito por um brinquedo sexual, como o cintaralho, é conhecido como pegging.
Na prática BDSM, o termo ativo se aplica às pessoas que exercem o papel dominante. Porém, há também o service top, que seria um ativo submisso.
Em inglês o termo "Top" é usado em referência ao ativo, e "Bottom" para passivo, enquanto que no linguajar da sexologia ou jargão da psicologia, a terminologia "sertivo" ou "insertivo" e "receptivo" também possa ser por vezes usada para ativo e passivo respectivamente, uma vez que são termos derivados dos verbos inserir e receber aludindo aos papéis sexuais.

## Âmbito legal no mundo
Enquanto por vezes o comportamento sexual entre homens do homem passivo é condenado pelos códigos penais de determinados países, o mesmo não acontece com o homem ativo. Situação semelhante acontece em alguns países africanos, mas já não relativo aos papéis sexuais, onde o comportamento sexual entre mulheres não é criminalizado mas o entre homens é, ou as primeiras são menos penalizadas que as últimas.